# Альціон вусатий
Альціо́н вусатий (Actenoides bougainvillei) — вид сиворакшоподібних птахів родини рибалочкових (Alcedinidae). Цей рідкісний, малодосліджений вид птахів мешкає на Соломонових островах.

## Опис
Довжина птаха становить 27-32 см, вага 160-215 г. У представників номінативного підвиду голова і верхня частина спини яскраво-оранжево-коричнева, від дзьобом сині "вуса", від очей до потилиці ідуть сині смуги. Верхня частина тіла темно-синя, по хребту іде бірюзова смуга. Краї махових пер тьмяно-чорнувато-бурі. Нижня частина тіла і нижня сторона крил яскраво-оранжево-коричнева, горло більш світле. Очі карі, дзьоб і лапи коралово-червоні. У самиць плечі і центральна смуга на спині оливково-бурі. У представників підвиду A. b. excelsus верхня частина тіла більш темна, зеленувато-чорна, верхня частина спини такого же кольору, крила і хвіст фіолетово-сині, смуга на спині більш зеленувата, смуги на голові чорні, нижня частина тіла світліша, світло-коричнева. У самиць цього підвиду верхня частина спини і плечі оливково-чорні.

## Підвиди
Виділяють два підвиди:
- A. b. bougainvillei (Rothschild, 1904) — Бугенвіль;
- A. b. excelsus (Mayr, 1941)[5] — Гуадалканал.

Деякі дослідники виділяють підвид A. b. excelsus у окремий вид Actenoides excelsus.

## Поширення і екологія
Вусаті альціони мешкають на островах Бугенвіль і Гуадалканал в архіпелазі Соломонових островів. Вони живуть в підліску густих первинних вологих тропічних лісів, на Гуадалканалі в горах на висоті від 900 до 1600 м над рівнем моря, на Бугенвілі також в низинах. Живляться комахами та іншими великими безхребетними, іноді дрібними хребетними. Гніздяться в норах.

## Збереження
МСОП класифікує цей вид як такий, шо перебуває під загрозою зникнення. За оцінками дослідників, бугенвільська популяція вусатих альціонів становить від 350 до 1500 птахів, гуадалканальська — від 1000 до 5760 дорослих птахів. Їм загрожує знищення природного середовища.